# Büvetli
Büvetli (kurd. Şikeft) ist ein Dorf im Landkreis Diyadin der türkischen Provinz Ağrı mit 134 Einwohnern (Stand: Ende 2024). Büvetli liegt in Ostanatolien auf 1.800 m über dem Meeresspiegel, ca. 22 km nordöstlich von Diyadin.
Vor der Umbenennung zu Büvetli hieß das Dorf Şikeft. Dieser Name ist kurdischer Herkunft und bedeutet „Höhle“. Er ist beim Katasteramt verzeichnet. Die Umbenennung erfolgte nach 1945. Bei der Volkszählung von 1945 wurde das Dorf noch unter dem ursprünglichen Namen Şikeft geführt.
Im Jahre 1945 hatte das damalige Şikeft 80 Einwohner. Zwischen den Jahren 1985 und 2000 stieg die Bevölkerungszahl von 483 auf 568 Einwohner und 2008 hatte Büvetli 454 Einwohner.
Wegen Landstreitigkeiten kam es 2010 zu einer Schießerei mit einem Todesopfer.